# Schwende-Rüte
Schwende-Rüte ist ein Bezirk im Schweizer Kanton Appenzell Innerrhoden.

## Geschichte
Per 1. Mai 2022 fusionierten die damaligen Bezirke Rüte und Schwende zum neuen Bezirk Schwende-Rüte.
→ siehe auch Abschnitt Geschichte im Artikel Rüte

→ siehe auch Abschnitt Geschichte im Artikel Schwende AI

→ siehe auch Artikel Geschichte des Bezirks Appenzell (Ein Teil des Dorfs Appenzell liegt auf Bezirksgebiet von Schwende-Rüte.)

## Geographie
Der Bezirk Schwende-Rüte ist der grösste Bezirk im Kanton Appenzell Innerrhoden und umfasst den südöstlichen Kantonsteil. Er grenzt im Osten an die St. Galler Gemeinden Eichberg, Oberriet, Altstätten und Sennwald sowie im Süden an Wildhaus-Alt St. Johann. Im Westen liegt die Ausserrhoder Gemeinde Hundwil, im Nordwesten die Innerrhoder Bezirke Gonten und Appenzell sowie im Norden die Ausserrhoder Gemeinde Gais. Zum Bezirk Schwende-Rüte gehören die Dörfer Steinegg, Eggerstanden, Brülisau, Wasserauen, Schwende, Weissbad, der östliche Ortsteil von Appenzell sowie die umliegenden Höfe dieser Ortschaften. Dazu kommt der Innerrhoder Teil des Säntisgebirges und der östliche Teil des Alpsteins.
Schwende-Rüte hat zwei Dreikantonsecken zu den Kantonen Appenzell Ausserrhoden und St. Gallen ( ).

## Sehenswürdigkeiten
Bei Schwende befindet sich die 1937 erbaute Wallfahrtskapelle Unsere Liebe Frau im Ahorn mit einem Gnadenbild aus dem 17. Jahrhundert. Unterhalb der Ebenalp befinden sich die prähistorischen Höhlen des Wildkirchlis und das Berggasthaus Aescher-Wildkirchli.
Im ehemaligen Bezirk Rüte sind zwei Objekte und eine archäologische Fundstelle aus der Liste der Kulturgüter von nationaler Bedeutung im Kanton Appenzell Innerrhoden zu finden.